# 山口幸太郎
山口 幸太郎（やまぐち こうたろう、1942年（昭和17年）4月10日 - ）は、日本の政治家。元北海道千歳市長（5期）。元北海道議会議員（3期）、元千歳市議会議員（2期）。

## 経歴
- 北海道千歳市出身。千歳小学校・千歳中学校・北海道千歳高等学校を卒業[1]。
- 1967年（昭和42年）3月：明治大学政治経済学部を卒業。
- 1975年（昭和50年）4月：株式会社三美の代表取締役社長に就任。
- 1987年（昭和62年）4月：千歳市議会議員に当選。
- 1990年（平成2年）9月：千歳市議会議員を辞職。
- 1991年（平成3年）4月：北海道議会議員（千歳市選挙区）に当選。
- 2001年（平成13年）6月：株式会社三美の代表取締役社長を退任。
- 2003年（平成15年）4月：千歳市長選に出馬するため、北海道議会議員を辞職。同市長選では事実上、東川孝の後継として、自民党を離党し、同党の推薦を受け、無所属で出馬し、当選。
- 2003年（平成15年）4月27日：千歳市長に就任。
- 2023年（令和5年）4月26日：千歳市長を退任。
- 2024年（令和6年）：春の叙勲で旭日中綬章受章[2][3]。

## 市政
- 2020年（令和2年）6月1日、新型コロナウイルス対策の財源に充てるため、自身の6月期末手当を10%減額する条例案を市議会定例会に提出した。副市長、教育長、公営企業管理者、代表監査委員についても10％減額する[4]。同日、同条例案は可決された[5]。

## 出演
- TVアニメ「邪神ちゃんドロップキック'」第12話（本人役、2020年）